# Klimaat van Schotland
Het klimaat in Schotland wordt mede bepaald door de richting waarin de Schotse bergen liggen en wordt, naast de sterke zuidwestelijke winden, sterk beïnvloed door de Atlantische Oceaan. 
Die zorgt ‘s winters in de lagere delen voor vrij zachte temperaturen. Kouder wordt het in de winter op de hoogvlaktes, in de bergen en aan de noordelijke kusten. In januari ligt de gemiddelde temperatuur tussen de 3-5 °C en ’s nachts onder het vriespunt en de hoger gelegen bergen blijven dan maanden met sneeuw bedekt. 
De zomers zijn over het algemeen vrij koel: de gemiddelde temperatuur in de maand juli is 13-15 °C, maar ’s middags loopt deze vaak op tot boven de 20 °C. Het wordt zelden warmer dan 24 °C. De meeste regen valt in de westelijke bergachtige gebieden, waar de zuidwestelijke winden zeer vochtige lucht van de Atlantische Oceaan meevoeren. Er valt gemiddeld rond de 2500 mm per jaar. 
Vooral de Buiten-Hebriden (‘na h-Eileanan an Iar’) worden vaak geteisterd door depressies met stormwinden en talrijke regenbuien. Aan de oostkust regent het aanzienlijk minder, in het bijzonder in de maanden mei en juni. 
De natste maanden zijn juli tot en met november, en ook januari is meestal nat. 

## Klimaat op de eilanden
Coll en Tiree liggen ten westen van het Isle of Mull in de open Atlantische Oceaan en staan bekend als de zonnigste eilanden van Groot-Brittannië. 
Op één eiland kunnen ook allerlei verschillen optreden. Zo valt in het westelijk deel van Rùm, een van de eilanden van de Binnen-Hebriden, maandelijks gemiddeld 110 mm neerslag, terwijl in Kinloch, slechts 8 kilometer oostelijker, 230 mm per maand valt. 
Door de Golfstroom is het klimaat van bijvoorbeeld het eiland Arran vrij mild en hier en daar groeien palmbomen, evenals langs de kust van Ayrshire.
De Shetlandeilanden kennen daarentegen door hun ligging op 60° noorderbreedte het hele jaar door een koel en nat klimaat, met een gemiddelde maximumtemperatuur van 15° in juli en augustus.